# Halbdackel
Halbdackel ist ein Schimpfwort, das als inhaltliche Steigerung des Schimpfworts Dackel („Blödsinniger“, „dummer, unbeholfener Mensch“) im Sinne von „schlimmer als Dackel“ zu verstehen ist und ebenso wie die ungesteigerte Form aus dem württembergischen Kerngebiet des Schwäbischen stammt. Je nach dem situativen Kontext dient es als Ausdruck mitleidiger Geringschätzung oder als beleidigendes Schimpfwort.

## Herkunft
Während Dackel als Schimpfwort seit dem 18. Jahrhundert bezeugt ist und zahlreiche Ableitungen (dackelig, dackelhaft, dackelhäftig, dackelmäßig, Dackelhaftigkeit) und andere Steigerungsvarianten (Allmachtsdackel, E[he]dackel, Grasdackel, (im schwäbischen auch Wiese[n]walle) Heudackel, Saudackel) sowie die Verkleinerungsform Dackele (mitleidig für „schwachsinniges Kind“) ausgebildet hat, ist die Steigerungsvariante Halbdackel erst in jüngerer Zeit lexikographisch erfasst. Das Wort ist spätestens seit dem Ende des 19. Jahrhunderts belegt und wurde 1906 auch im württembergischen Landtag aktenkundig, als dort das „Hilfsschulwesen für Schwachbegabte“ beraten wurde und in diesem Zusammenhang ein Sachverständiger berichtete, dass die Hilfsschule im Volksmund geringschätzig als „Schule für Halbdackel“ oder „Dackelschule“ bezeichnet werde.

## Zitate
„Ein Halbdackel wiegt entschieden schwerer als ein ganzer.“

„Daß der Dackel ein anerkannt pfiffiges Tierchen ist, hindert den Sprecher nicht im geringsten, seinen Namen als Symbol der Dummheit zu gebrauchen. Zuweilen versteigt er sich sogar zu dem Superlativ „Halb-Dackel!“ Ja, Superlativ, denn mit Halbdackel ist nicht etwa ein geringerer Grad von Dummheit gemeint, sondern eine Steigerung.“